# Wilhelm Griesinger

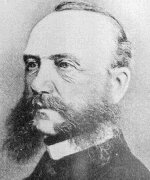
Wilhelm Griesinger

Wilhelm Griesinger (* 29. Juli 1817 in Stuttgart; † 26. Oktober 1868 in Berlin) war ein deutscher Internist sowie Psychiater und Neurologe und gilt als einer der Begründer der modernen, naturwissenschaftlich orientierten Psychiatrie im Gegensatz zur damals vorherrschenden geisteswissenschaftlichen Auffassung. Er postulierte, ohne es beweisen zu können, dass psychische Erkrankungen Erkrankungen des Gehirns seien.

## Leben

### Ausbildung
Wilhelm Griesinger ist Sohn von Karoline Luise Griesinger, geb. Dürr, und Gottfried Ferdinand Griesinger, Stiftungsverwalter des Hospitals in Stuttgart. Der Vater wurde durch den geisteskranken Klavierlehrer der Familie getötet.(a) Im Alter von 16 Jahren legte Griesinger 1834 sein Abitur ab und schrieb sich im selben Jahr als Medizinstudent an der Universität Tübingen ein. Dort geriet er in Konflikt mit der Professorenschaft und Universitätsverwaltung durch sein politisches Engagement in dem aus der Burschenschaft hervorgegangenen Corps Guestphalia, da er öffentlich vor Universitätsmitgliedern für ein freies, einiges und republikanisches Deutschland eintrat, aber auch durch seine kritischen Äußerungen gegenüber der in Tübingen gelehrten romantischen Medizin, die Griesinger als „spekulativ“ zurückwies. Er weigerte sich, die psychiatrischen Vorlesungen des Naturphilosophen Carl August von Eschenmayer zu hören, und zog die Lektüre des Physiologen Johannes Peter Müller vor.(b) Zusammen mit Julius Robert Mayer wurde er daraufhin 1837 für ein Jahr (mittels consilium abeundi) von der Universität verwiesen. Er setzte seine Studien bei Johann Lukas Schönlein in Zürich fort, obwohl der Universitätsbesuch dort durch den Bundestag verboten worden war, und wurde, nachdem er nach Tübingen zurückgekehrt war und seine Abschlussprüfungen für das Medizinstudium absolviert hatte, schließlich 1838 in Tübingen promoviert mit einer Dissertation über den „Garotillo“ (die Diphtherie). – Schönlein wurde allerdings später im Jahre 1842 von ihm als Ontologe bekämpft.(c)

### Ärztliche und Lehrtätigkeit
Von Tübingen wandte sich Griesinger nach Paris, um sein klinisches Wissen zu erweitern. Er lernte François Magendie kennen, den Begründer der experimentellen Physiologie und Verfasser des ersten modernen Lehrbuchs der Physiologie, dessen Forschungsansatz ihn stark beeinflusste. Im Jahr 1839 übersiedelte er als praktizierender Arzt nach Friedrichshafen am Bodensee.
Bereits im darauf folgenden Jahr, 1840, erhielt er das Angebot, unter dem Direktor Albert Zeller als Sekundärarzt an der Irrenheilanstalt Winnenthal zu arbeiten. In den nächsten zwei Jahren, die er dort tätig war, sammelte Griesinger einen großen Reichtum an praktischen Erfahrungen, der die Grundlage seines 1845 veröffentlichten, eine „neue Epoche“ in der Psychiatrie einleitenden Hauptwerkes Die Pathologie und Therapie der psychischen Krankheiten wurde. Er unternahm darin den Versuch, die Psychiatrie aus der medizinischen Physiologie und Pathologie zu begründen. Bereits auf der ersten Seite findet sich Griesingers berühmter Ausspruch, wonach es zum Verständnis jedes Krankheitssymptoms nötig sei, das betreffende Phänomen zu lokalisieren und alle psychischen Krankheiten als Erkrankungen des Gehirns zu erkennen.
Im Bereich der Therapie brachte Griesinger nicht viel neues. Er empfahl der Zeit entsprechend Abführmittel und Stechäpfel.
Vor der Veröffentlichung seines neuen, materialistischen Ansatzes in der Psychiatrie, der bald weite Verbreitung in Deutschland erfuhr, hatte sich Griesinger im Jahr 1842 für kurze Zeit als Arzt in Stuttgart niedergelassen und weitere Studienreisen nach Paris und Wien unternommen. Im selben Jahr begann er seine Mitarbeit am Archiv für physiologische Heilkunde. Bald darauf, 1843, hatte er einen Ruf auf die Stelle eines Assistenzarztes an die Medizinische Klinik in Tübingen angenommen, wo er sich im selben Jahr habilitierte und seine Lehrtätigkeit als Privatdozent für Pathologie, Materia medica und Medizingeschichte aufnahm. 1847 wurde er zum außerordentlichen Professor berufen; außerdem wurde Griesinger Redakteur des Archivs für physiologische Heilkunde.
Im Jahr 1849 folgte ein Ruf als Direktor der Universitätsklinik Kiel, wo er neuroanatomische Forschungen am pathologischen Institut betrieb. 1850 heiratete Griesinger Josephine von Rom. Mit ihr zusammen verließ er Deutschland aus politischen Gründen noch im selben Jahr, um eine Stelle als Leibarzt des ägyptischen Vizekönigs Abbas Pascha anzutreten, womit sich die Aufgaben des Direktors der medizinischen Schule in Kairo sowie des Präsidenten für das gesamte Medizinalwesen Ägyptens verbanden. In dieser Zeit sammelte Griesinger einen Großteil seines Materials für seine späteren Abhandlungen über Klinische und anatomische Beobachtungen über die Krankheiten von Aegypten (in: Archiv für physiologische Heilkunde, Stuttgart 1854, 13, S. 528–575) und über die Infectionskrankheiten (in: Virchows Handbuch der speciellen Pathologie und Therapie. Enke, Erlangen 1857).
Im Jahr 1852 kehrten Griesinger und seine Frau zurück nach Stuttgart. 1854 wurde er Ordinarius für klinische Medizin an der Universität Tübingen und Nachfolger von Carl Reinhold August Wunderlich als Direktor der Medizinischen Klinik. Im selben Jahr hatte er das Ancylostoma duodenale als Ursache der tropischen Chlorose erkannt. Im Jahr 1857 veröffentlichte er das Buch Infectionskrankheiten: Malariakrankheiten, Gelbes Fieber, Typhus, Pest, Cholera (Enke, Erlangen). Als Assistent von Griesinger lernte der spätere Internist und Hochschullehrer Carl Gerhardt 1858 den kurz zuvor entwickelten Kehlkopfspiegel kennen. Gerhardt lehrte und publizierte ab 1860 dann die Verwendung des Kehlkopfspiegels zur Laryngoskopie. Um 1858 befreundete sich Griesinger mit Ludwig Meyer durch den gemeinsamen Kampf um eine naturwissenschaftlich orientierte Psychiatrie, die sich später als Universitätspsychiatrie in Deutschland einen Namen machen sollte. Diese Freundschaft wurde auch durch die gemeinsame Gründung des „Archivs für Psychiatrie und Nervenkrankheiten“ im Jahre 1867 gefestigt, einer Kampfansage an die Anstaltspsychiatrie.(d) 1859 übernahm Griesinger die Leitung der 1847 gegründeten Heil- und Erziehungsanstalt Mariaberg bei Gammertingen (Württemberg), einer der ersten Einrichtungen für Kinder und Jugendliche mit einer geistigen Behinderung in Deutschland.
Im Jahr 1860 verließ Griesinger Deutschland erneut und übernahm die Leitung der Klinik für Innere Medizin in Zürich. Gleichzeitig entwickelte er in dieser Zeit als Mitglied der Medizinalkommission einen Plan für den Bau einer modernen Irrenanstalt im Kanton Zürich, der 1865 mit der Eröffnung des psychiatrischen Universitätsklinikums Burghölzli umgesetzt wurde. 1861 veröffentlichte er die zweite, überarbeitete Auflage seines Lehrbuches Pathologie und Therapie der psychischen Krankheiten. Es ist Griesingers Hauptwerk und machte ihn zu einem der führenden Psychopathologen der Zeit.
Bereits ein Jahr zuvor, 1864, hatte Griesinger den Ruf auf eine Professur an der Charité in Berlin angenommen, wo er zugleich Direktor der psychiatrischen Klinik wurde. Er machte zahlreiche Reformvorschläge und sorgte dafür, dass der Irrenanstalt der Charité eine Nervenstation angegliedert wurde (am 1. Mai 1866 Eröffnung der ersten neurologischen Station Deutschlands). Der Lehrstuhl für Psychiatrie und Neurologie, den Griesinger ab 1865 innehatte, war der erste dieser Art in Deutschland. Im Jahr 1867 gründete er die Berliner Medicinisch-Psychologische Gesellschaft (seit 1879 Berliner Gesellschaft für Psychiatrie und Nervenkrankheiten; seit 1933 Berliner Gesellschaft für Psychiatrie und Neurologie), deren Vorsitz er übernahm und gab die erste Ausgabe des Archivs für Psychiatrie und Nervenkrankheiten heraus.

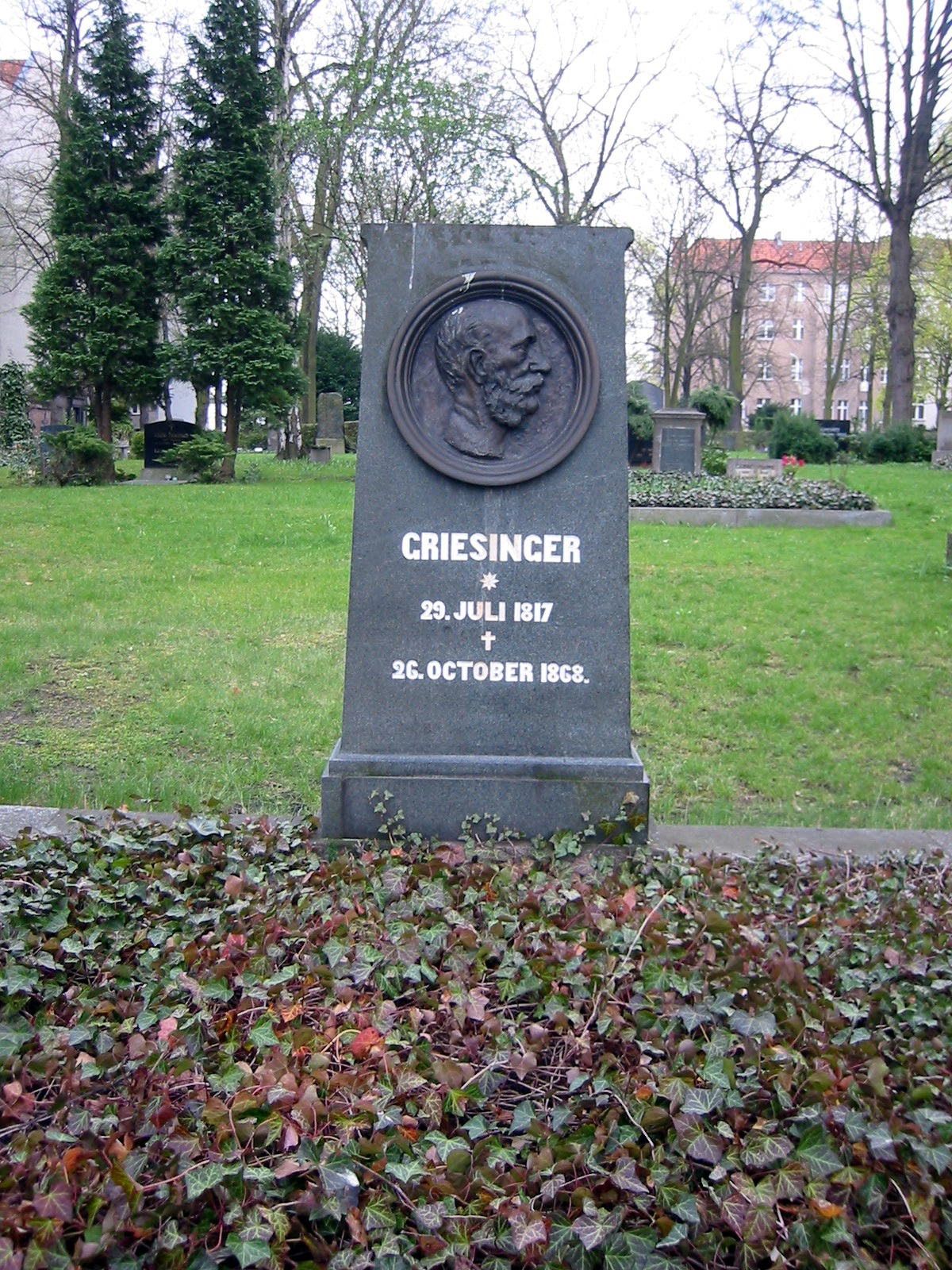
Griesingers Grab in Berlin-Schöneberg

### Tod
Im Sommer 1868 erkrankte Griesinger an einer Perityphlitis, einem Abszess des Blinddarms. Nach Operation des Abszesses infizierte sich die Wunde mit Diphtherie, jener Infektionskrankheit, über die Griesinger in seiner Dissertation geschrieben hatte. Er verstarb am 26. Oktober 1868 in Berlin. Sein Grab befindet sich auf dem Alten St.-Matthäus-Kirchhof in der Großgörschenstraße in Berlin-Schöneberg im Feld J, J-N-004/005, schräg gegenüber dem Grab von Rudolf Virchow und dessen Frau. Es war von 1962 bis 2012 als Ehrengrab der Stadt Berlin gewidmet.

## Ehrungen

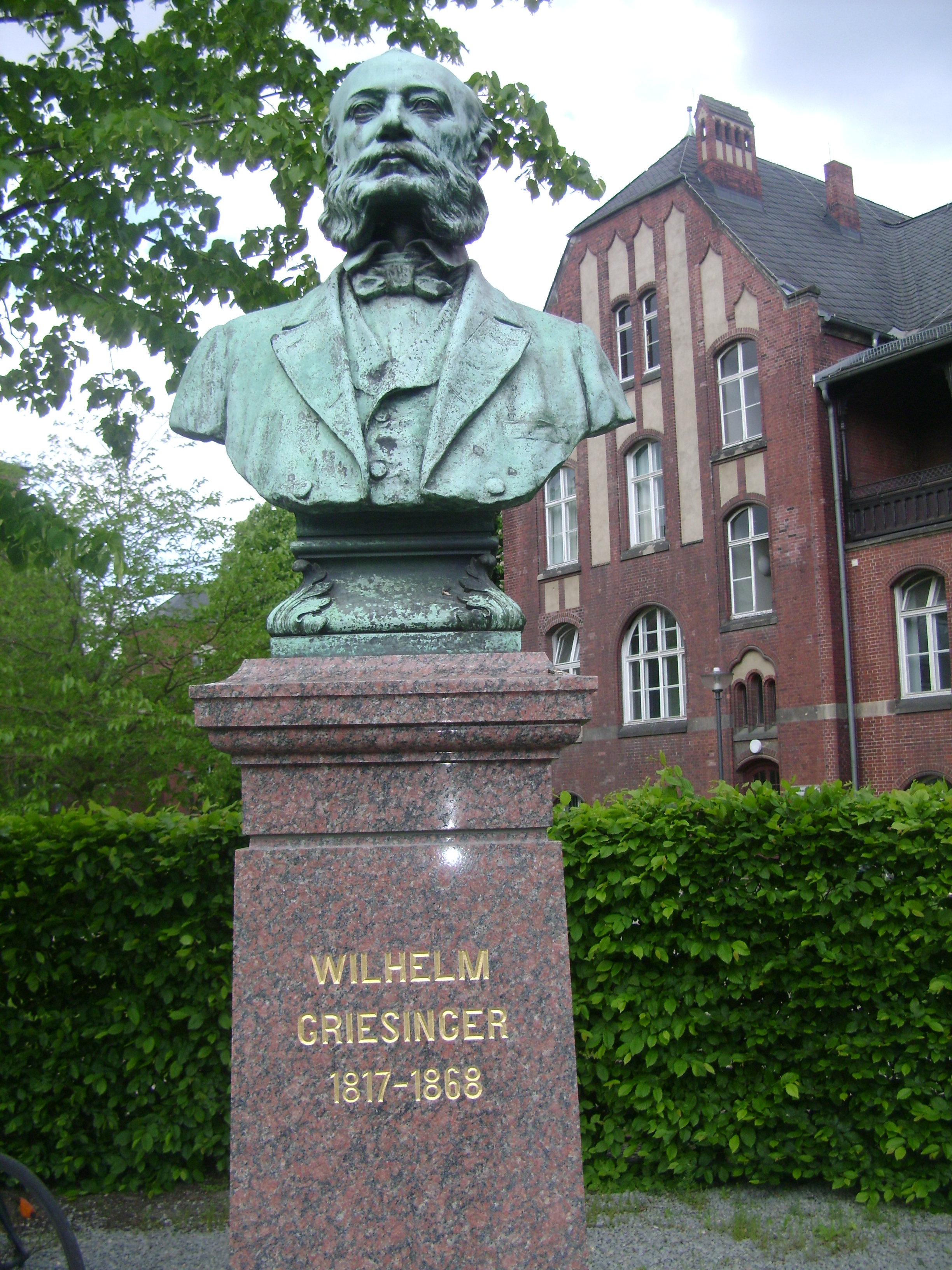
Griesingers Büste im Campus Mitte der Charité

Auf dem Gelände der Charité wurde vor der Psychiatrischen Klinik, dem Hauptwirkungsfeld von Griesinger, bereits im April 1902 eine Büste aufgestellt (damals im Charité-Garten), die das Wirken des Mediziners für Berlin ehrt. Die Büste stammt aus dem Ende des 19. Jahrhunderts und wurde von Ed. Lürßen, einem Schüler Daniel Rauchs entworfen. Der Bronzeguss entstand in der Gießerei Hermann Gladenbeck und die Skulptur erhielt ein poliertes Granit-Postament. Wie es scheint, verschwand die Originalbüste später, so dass in den 1960er-Jahren eine Kopie gefertigt und neu aufgestellt wurde.

40 Pf-Sondermarke der DDR-Post von 1960

Im Jahr 1960 gab die Deutsche Post der DDR eine Sonderbriefmarke zum Jubiläum „250 Jahre Charité Berlin“ mit einem Bildnis Griesingers heraus. 1968, zu Griesingers 100. Todestag, wurde die nach den Erkenntnissen von Griesinger angelegte und betriebene Anstalt für Epileptische Wuhlgarten bei Biesdorf in Wilhelm-Griesinger-Krankenhaus umbenannt.

DGPPN

Von 1986 bis 1989 vergab die Deutsche Gesellschaft für Psychiatrie, Psychotherapie und Nervenheilkunde (DGPPN) die „Wilhelm-Griesinger-Medaille“. Die Medaille ging im ersten Jahr an Gerhard Schmidt, den ehemaligen Direktor der Nervenklinik Lübeck, für sein Lebenswerk; Schmidt hatte nach 1945 Aufklärungsarbeit zu den Verbrechen an psychisch Kranken und geistig Behinderten geleistet. Seit 2013 wird die Wilhelm-Griesinger-Medaille der DGPPN erneut vergeben.
Im Jahr 1991 gründete Holger Bertrand Flöttmann in Kiel das „Wilhelm-Griesinger-Institut für Psychotherapie und Psychosomatik“. Es beschäftigt sich – wie auch Griesinger – unter anderem mit der Angstforschung.
Die Bezirksärztekammer Südwürttemberg verleiht seit 1995 die Wilhelm-Griesinger-Medaille an Personen, die sich in besonderer Weise um das Gesundheitswesen und den Arztberuf in Südwürttemberg verdient gemacht haben.
Griesingers Grab in Berlin war lange ein Ehrengrab, bis dieser Status in jüngerer Zeit durch einen Senatsbeschluss aufgehoben wurde. Seither kommt die Bezirksärztekammer Südwürttemberg für die Grabpflege auf. Seit 2018 teilt sich die DGPPN die Grabpatenschaft mit der Bezirksärztekammer Südwürttemberg.

## Schriften (Auswahl)

### Bücher
- Pathologie und Therapie der psychischen Krankheiten, für Ärzte und Studierende. Krabbe, Stuttgart 1845. (Digitalisat und Volltext im Deutschen Textarchiv)
- Infectionskrankheiten. (Virchow’s Handbuch der speciellen Pathologie und Therapie.) Erlangen 1857.
- Zur Kenntnis der heutigen Psychiatrie in Deutschland. Eine Streitschrift gegen die Broschüre des Samitätsrats Dr. Laehr in Zehlendorf: „Fortschritt? – Rückschritt!“ Wigand, Leipzig 1868.
- Gesammelte Abhandlungen. 2 Bände. Hirschwald, Berlin 1872.

### Beiträge
- Herr Ringseis und die naturhistorische Schule. In: Archiv für physiologische Heilkunde. 1. Jg. 1842.
- Theorien und Thatsachen. In: Archiv für physiologische Heilkunde. 1. Jg. 1842.
- Über den Schmerz und über die Hyperämie. In: Archiv für physiologische Heilkunde. 1. Jg. 1842.
- Über psychische Reflexaktionen. Mit einem Blick auf das Wesen der psychischen Krankheiten. In: Archiv für physiologische Heilkunde. 2. Jg. 1843, S. 76ff.
- Neue Beiträge zur Physiologie und Pathologie des Gehirns. In: Archiv für physiologische Heilkunde. Stuttgart 1844.
- Ueber Schwefeläther-Inhalationen. In: Archiv für physiologische Heilkunde. 6. Jg. 1847, S. 348–350.
- Bemerkungen über das Irrenwesen in Württemberg. In: Württemb. Medic. Correspondenzblatt. Supplementband zu den Jahrgängen 1848 u. 1849, Nr. 20.
- Klinische und anatomische Beobachtungen über die Krankheiten von Aegypten. In: Archiv für physiologische Heilkunde. 13. Jg. 1854, S. 528–575.
- Über Irrenanstalten und deren Weiter-Entwicklung in Deutschland. In: Archiv für Psychiatrie und Nervenkrankheiten. Bd. 1, H. 1. 1868.